# Karl Schawerda
Karl Schawerda (* 4. Februar 1869 in Újezd; † 11. September 1945 in Wien) war ein österreichischer Arzt und Lepidopterologe.

## Leben
Schawerda verbrachte seine Kindheit und Jugend überwiegend in Schottenfeld und maturierte im Jahr 1888 am dortigen Gymnasium. 1894 wurde er zum doctor universae medicinae promoviert. Anschließend arbeitete er im Allgemeinen Krankenhaus auf den Stationen für Innere Medizin, Chirurgie, Gynäkologie und Laryngologie sowie im St. Anna Kinderspital. Als praktischer Arzt war er auf die Frauenheilkunde und Geburtshilfe spezialisiert. Während des Ersten Weltkrieges erhielt Schawerda das „Verdienstkreuz mit der Krone am Bande der Tapferkeitsmedaille“ und das „Ehrenzeichen vom Roten Kreuz mit der Kriegsdekoration“.  Später wurde er zum Medizinalrat und bald danach zum Obermedizinalrat ernannt. Parallel zu seinen medizinischen Tätigkeiten war er intensiv mit der Lepidopterologie beschäftigt und unternahm diverse entomologische Sammelreisen. In Fachzeitungen veröffentlichte er viele Arbeiten, hervorzuheben sind dabei faunistische Arbeiten sowie eine Beschreibung der Formen des Wegerichbärs (Parasemia plantaginis), einer Art, mit der er sich besonders intensiv beschäftigt hatte.

## Schriften (Auswahl)
Zu entomologischen Themen verfasste Schawerda insgesamt 125 Schriften. Darunter sind zwölf Nachträge zur Lepidopterenfauna von Bosnien und Herzegowina sowie sieben Artikel zu seiner Lepidopterenausbeute aus dem Hochgebirge Korsikas. Außerdem erstellte er eine Vielzahl weiterer faunistischer Arbeiten sowie Formenbeschreibungen, beispielsweise:
- Lepidopterologische Sammelergebnisse aus dem Piestingtale und von seinen Höhen, Verhandlungen der kaiserlich-königlichen zoologisch-botanischen Gesellschaft in Wien, 1907, S. 43–99
- Berichte über lepidopterologische Sammelreisen in Bosnien und in der Herzegovina, Verhandlungen der kaiserlich-königlichen zoologisch-botanischen Gesellschaft in Wien, 1908, S. 85–126
- Ueber die Lepidopterenfauna des südwestlichen Winkels von Niederösterreich, Verhandlungen der kaiserlich-königlichen zoologisch-botanischen Gesellschaft in Wien, 1913, S. 83–173
- Die Formen von Coenonympha arcania L. und Coenonympha satyrion Esp., Verhandlungen der kaiserlich-königlichen zoologisch-botanischen Gesellschaft in Wien, 1916, S. 111–142
- Ueber Baptria tibiale Esp. und eine neue Form, Mitteilungen der Münchener Entomologischen Gesellschaft, 1920, S. 31–33
- Der Apollo aus dem Kaisergebirge, Mitteilungen der Münchener Entomologischen Gesellschaft, 1921, S. 3/4
- Zur Frage des Vorkommens von Gonepteryx Cleopatra L. in Dalmatien, Zeitschrift der Wiener Entomologischen Gesellschaft 47, 1925, S. 83–85
- Ueber Erebia stirius God. var. trinsensis Sterzl, Entomologische Rundschau, Stuttgart, 1939, S. 217–218
- Sammelergebnis aus Warasdin-Teplitz, Entomologische Zeitschrift Frankfurt am Main, 1941, S. 261–264

## Nach Schawerda benannte Taxa (Auswahl)
Mehrere Schmetterlingsarten und Unterarten wurden zu Ehren von Schawerda benannt. Dazu gehören:
- Evisa schawerdae Reisser, 1930
- Ommatissopyrops schawerdae (Zerny, 1929)
- Pristocerella schawerdae (Zerny, 1927)
- Phtheochroa schawerdae (Rebel, 1908)
- Scythris schawerdae Rebel, 1931